# Zinaida Kluczynska
Zinaida Kluczynska (biał. Зінаіда Ключынская; ros. Зинаида Ключинская; ur. 31 marca 1985) – białoruska wioślarka.

## Osiągnięcia
- Mistrzostwa Świata – Poznań 2009 – dwójka bez sternika – 12. miejsce[1].
- Mistrzostwa Europy – Brześć 2009 – ósemka – 2. miejsce[1].
- Mistrzostwa Europy – Montemor-o-Velho 2010 – czwórka bez sternika – 1. miejsce[1].
- Mistrzostwa Europy – Montemor-o-Velho 2010 – ósemka – 6. miejsce[1].